# Purpe
Purpe (rusky Пурпе) je řeka v Jamalo-něneckém autonomním okruhu v Ťumeňské oblasti v Rusku. Je 327 km dlouhá. Povodí má rozlohu 5110 km².

## Průběh toku
Pramení na vysočině Sibiřské Úvaly. Teče na severovýchod mezi jezery a bažinami. Ústí zleva do řeky Pjakupur (povodí Puru).

## Vodní režim
Zdroj vody je smíšený s převahou sněhového. Zamrzá v říjnu a rozmrzá v květnu.